# Kawasaki-Syndrom
Das Kawasaki-Syndrom oder mukokutane (die Schleimhaut betreffend) Lymphknotensyndrom (englisch mucocutaneous lymph node syndrome (MCLS)) ist eine akute, fieberhafte, systemische Erkrankung, die durch Entzündungen der kleinen und mittleren Arterien (nekrotisierende Vaskulitis) gekennzeichnet ist. Zusätzlich ist eine systemische Entzündung in vielen Organen vorhanden. Die Ursache ist unbekannt; man vermutet eine infektiöse, wahrscheinlich virale Entstehung, die durch eine erbliche Grundlage begünstigt wird. Das Kawasaki-Syndrom betrifft vor allem Kleinkinder. Benannt ist die Erkrankung nach dem japanischen Kinderarzt Tomisaku Kawasaki. Die Prognose der Patienten mit diesem Syndrom ist gut. Für die Erkrankung bedeutsame aneurysmatische Veränderungen, insbesondere der Herzkranzgefäße, lassen sich gegebenenfalls in der Echokardiographie erkennen. Die meist durch Herzinfarkt bedingte Letalität beträgt etwa 1 Prozent.

## Epidemiologie
In Deutschland erkranken pro Jahr etwa 9 von 100.000 Kindern unter fünf Jahren, während die Inzidenz für ein Kawasaki-Syndrom in Japan in derselben Altersstufe bei etwa 185 von 100.000 liegt. 75 Prozent aller Patienten sind jünger als fünf Jahre, sehr häufig erkranken Kinder im zweiten Lebensjahr. Jungen sind von der Krankheit etwa eineinhalb mal so oft betroffen wie Mädchen. Auf der nördlichen Hemisphäre gibt es im Winter und im Frühjahr mehr Erkrankungen als im Sommer und im Herbst; in tropischen Regionen dagegen gibt es keine Saisonalität.
Seit April 2020 wird in den USA und einigen europäischen Ländern ein neuartiges Syndrom beobachtet, das dem Kawasaki-Syndrom ähnelt und das den Namen MIS-C (multisystem inflammatory syndrome in children) erhalten hat. MIS-C steht möglicherweise in einem Zusammenhang mit Infektionen durch den SARS-CoV-2-Erreger. Die WHO hat im Mai 2020 dazu aufgerufen, MIS-C zu beobachten und zu erforschen. Bis Mitte Mai 2020 wurden alleine im Staat New York 103 Kinder mit Symptomen behandelt, die dem Kawasaki-Syndrom ähneln. Von diesen Kindern wurden 60 % positiv auf die vom Erreger verursachte COVID-19-Krankheit getestet, bei den restlichen 40 % waren Antikörper gegen SARS-CoV-2 nachweisbar. Besonders betroffen ist die Altersgruppe von 5 bis 14 Jahren.

## Klinische Erscheinungen
Es folgen aufeinander drei Phasen:

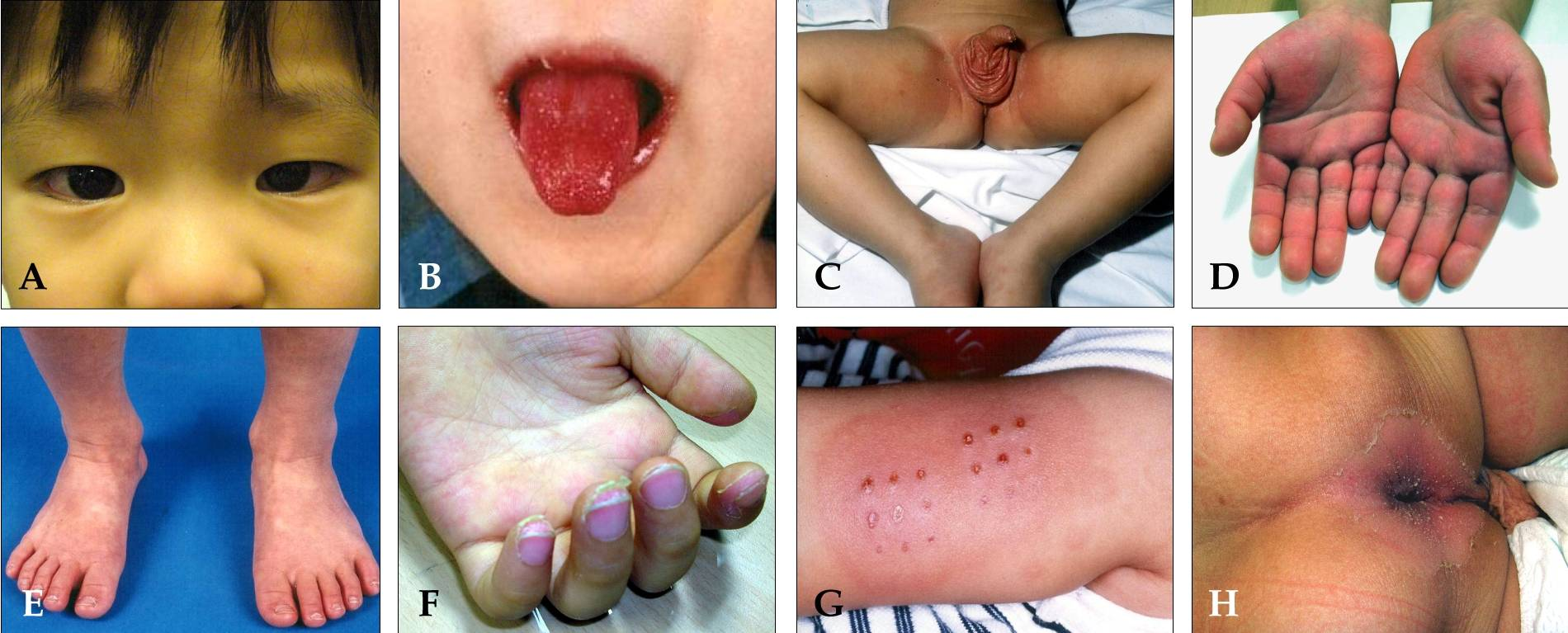
Ausprägungen des Kawasaki-Syndroms

1. Die akute fieberhafte Periode: Sie dauert bis zu zehn Tage. Das Fieber beginnt meist abrupt, und es entwickeln sich im Verlauf von drei bis vier Tagen die typischen Symptome, die dann zur Diagnose des Kawasaki-Syndroms führen können (siehe unten bei diagnostische Kriterien).
2. Die subakute Phase: Sie hat eine Dauer von zwei bis vier Wochen. Typisch ist eine Schuppung an Händen und Füßen.
3. Die Phase der Rekonvaleszenz: Sie kann Monate dauern mit gelegentlich bestehender Müdigkeit und Leistungsschwäche.

### Hauptsymptome
Zu 100 % FieberMindestens 5 Tage septische Temperaturen, antibiotikaresistent, lässt sich durch Antipyretika senken, mit wiederkehrenden Spitzen über 40 °C, ohne Therapie etwa 10 Tage anhaltend.
Zu 90 % Symptome der Mundhöhle, LippenTrockene, oft geschwollene, hochrote, rissige Lippen, Erdbeerzunge (Lackzunge), intensive Rötung der Mundschleimhaut (Stomatitis) und Rachenhinterwand, so lange wie das Fieber anhält.
Zu 85 % KonjunktivitisMeist beidseitige Bindehautrötung, nicht eitrig, schmerzlos, beginnt kurz nach dem Fieber, dauert etwa 7 Tage.
Zu 80 % ExanthemVielgestaltiger, meistens nicht juckender, rumpfbetonter Hautausschlag ohne Bläschen, tritt innerhalb von 5 Tagen nach Fieberbeginn auf („buntes Bild“, oft ähnlich wie bei Masern oder Scharlach, aber mitunter auch ähnlich wie bei Purpura Schönlein-Henoch).
Zu 70 % Hände und FüßeAkut Rötungen (Erythem) und schmerzhafte Schwellungen im Bereich der Handflächen und Fußsohlen. Ab der zweiten bis dritten Krankheitswoche eine Hautschuppung, die an den Finger- und Zehenspitzen beginnt und sich über die ganzen Hand- und Fußinnenflächen ausbreiten kann.
Zu 70 % Vergrößerung der HalslymphknotenAkute, nicht eitrige, wenig schmerzhafte Schwellung der Halslymphknoten, oft einseitig im vorderen Halsdreieck mit einem Durchmesser von mehr als 1,5 cm.

### Nebensymptome
Herz- und GefäßsymptomeDiese treten hauptsächlich in der Frühphase auf und sind maßgeblich für die Langzeitmorbidität und -letalität verantwortlich: Myokarditis (50 %), Perikarditis, Herzklappenprobleme, Aneurysmabildung der Herzkranzgefäße und anderer Arterien, Raynaud-Symptomatik.
Neurologische SymptomeOft ausgeprägte Irritabilität, nicht-infektiöse Hirnhautentzündung, zentraler Hörverlust.
AtemwegeHusten, Schnupfen, Heiserkeit.
Bauchsymptome (bei 30 % aller Patienten)Bauchschmerzen, Durchfall, Erbrechen, paralytischer Ileus, Gallenblasenhydrops (bei 15 % aller Patienten sonographisch nachweisbar), Vergrößerung von Leber und Milz.
HarnwegeHarnröhrenentzündung mit Schmerzen beim Wasserlassen und Leukozyten im Urin.
GelenkeSchmerzen und seltener Entzündungen in der ersten Krankheitswoche an multiplen Gelenken, bei Beginn dieser Beschwerden nach dem 10. Tag eher an großen gewichtstragenden Gelenken.
AugenUveitis anterior, die sich rasch wieder bessert und ohne Folgen abheilt.

## Untersuchungsmethoden
Die Diagnose eines kompletten Kawasaki-Syndroms wird klinisch gestellt und erfordert das Fieber und vier von fünf der anderen genannten Kriterien sowie den Ausschluss anderer Erkrankungen mit ähnlichen Symptomen. Dann kann die Diagnose auch schon nach fünf Tagen Fieber gestellt werden. Kinder, die diese Kriterien nicht erfüllen, werden als so genanntes inkomplettes Kawasaki-Syndrom diagnostiziert, wenn unten genannte Nebensymptome und/oder Laborbefunde teilweise oder überwiegend zutreffen. Dies tritt häufiger bei Kindern unter einem Jahr auf und ist hier wegen des erhöhten Risikos von Koronararterienaneurysmen (Nachweis durch transthorakale oder transösophageale Echokardiographie und gegebenenfalls Koronarangiographie) besonders problematisch.
Laborbefunde können die Erkrankung nicht beweisen oder widerlegen; sie können die Verdachtsdiagnose bei nicht eindeutigen klinischen Zeichen wahrscheinlicher oder unwahrscheinlicher machen:
SerologieAECA (anti-endothelial cell antibodies Endothelzellantikörper)
LeukozytenLeukozytose mit Linksverschiebung (50 % der Patienten haben > 15 Leukozyten/nl).
Blutkörperchensenkungsgeschwindigkeit, CRPHäufig erhöht, manchmal stark erhöht.
α2-Globulineerhöht
HämoglobinZunehmende Anämie bei längerer Krankheitsdauer.
ThrombozytenStark erhöhte Anzahl, oft ab der zweiten bis dritten Krankheitswoche, dann auch > 1 000 Thrombozyten/nl.
TransaminasenHäufig gering erhöhte Serumspiegel.
AlbuminErniedrigt, ausgeprägter bei längerer und schwerer Erkrankung.
NatriumErniedrigt, eventuell auch als Ausdruck einer erhöhten ADH-Sekretion.
UrinSterile Leukozyturie.
LiquorBei 30 bis 50 % vermehrt Monozyten, oft ohne Eiweißerhöhung.
GelenkflüssigkeitSteril, > 100 000 Leukozyten/ml.
Neuer Marker im Urin. Amerikanischen Forschern ist es 2012 gelungen, Marker im Harn betroffener Kinder zu finden, welche die Erkrankung schneller sicher diagnostizierbar machen. Diese Biomarker sind das Filamin C (wird aus nekrotischen Herz- und Skelettmuskelzellen über den Urin ausgeschieden) und das Meprin A (Enzym der Entzündungsreaktion). Die Diagnose anhand dieser Marker erfolgte in einer Studie mit 107 Patienten mit 98%iger Genauigkeit.

## Differentialdiagnosen
Virale und bakterielle Erkrankungen, Leptospiren, systemische Form der juvenilen idiopathischen Arthritis, Polyarteriitis nodosa, Quecksilbervergiftung. Bei inkomplettem Kawasaki-Syndrom bestehen zahlreiche weitere Verwechslungsmöglichkeiten. Bei Fieber unklarer Ursache sollte besonders beim kleinen Kind frühzeitig an die Differentialdiagnose Kawasaki-Syndrom gedacht werden und neben den Laboruntersuchungen auch eine Echokardiographie durchgeführt werden mit Untersuchung der Herzkranzgefäße.

## Komplikationen
- Entzündung der Herzkranzgefäße (Koronararterien)
  - mit Aneurysmabildung
  - oder nach Jahren auftretenden Stenosen
- Myokarditis oder Perikarditis (Herzbeutelentzündung) in der akuten Phase
- Herzinfarkt (häufigste Todesursache: 1 bis 2 %)
- Herzrhythmusstörungen

## Herzkranzgefäße

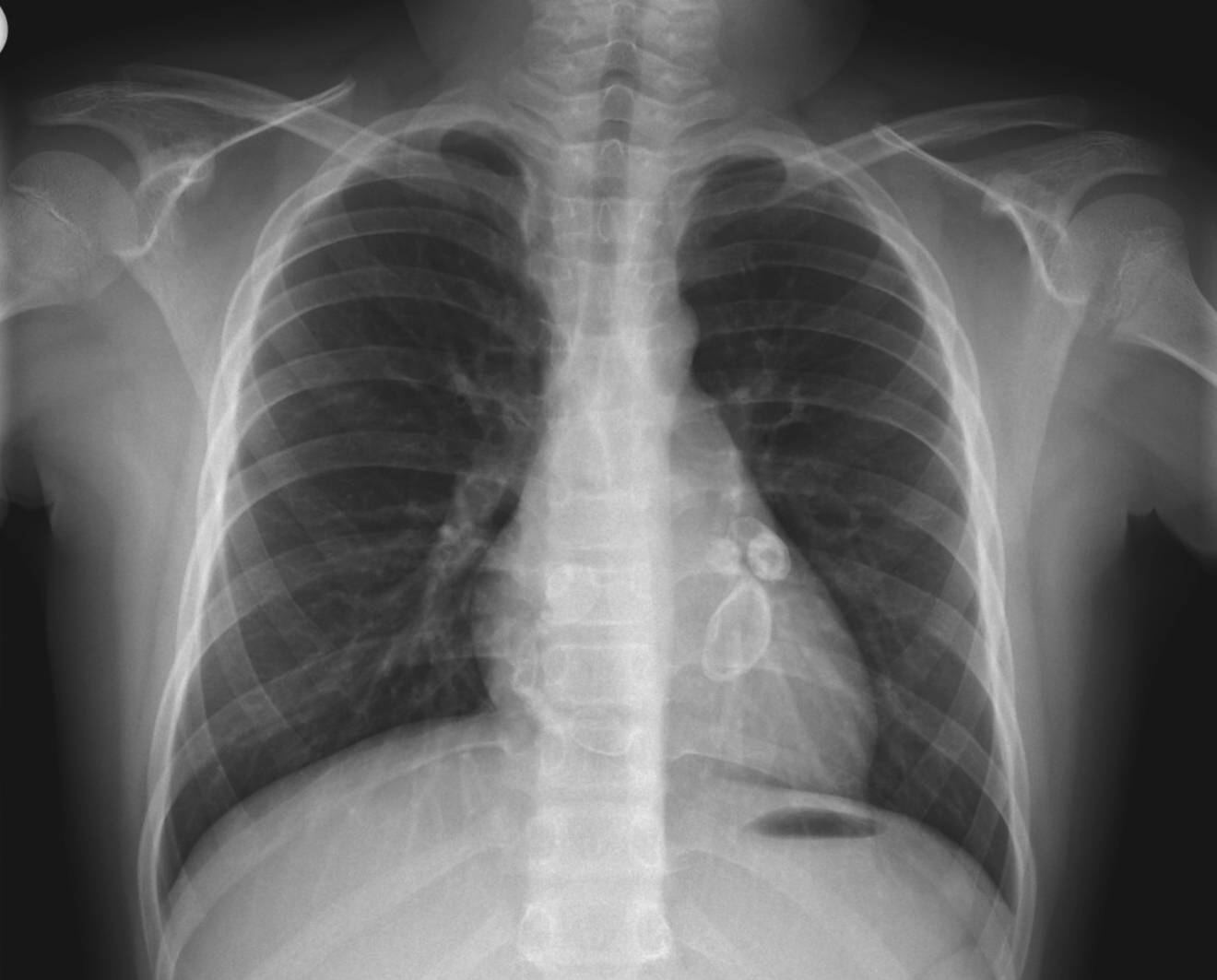
Verkalkte, aneurysmatisch erweiterte Koronargefäße

Der Langzeitverlauf der Erkrankung ist davon abhängig, ob Veränderungen an den Koronararterien auftreten. Bei etwa 25 % der unbehandelten Kinder entwickeln sich ein oder mehrere Aneurysmen. In diesem Fall wird die tägliche Einnahme eines leichten Blutgerinnungshemmers, etwa Acetylsalicylsäure (100 mg) bei Kindern empfohlen. Etwa die Hälfte dieser Aneurysmen bildet sich innerhalb eines Jahres wieder zurück. Bei etwa 20 % der Patienten kommt es im Laufe von Jahren zu Stenosen, die unbehandelt wiederum in fast der Hälfte der Fälle zum Herzinfarkt führen.

## Therapie
Die Krankheit wird gemeinhin stationär behandelt. Die Therapie hat eine Reduktion der Entzündung und die Vermeidung von Aneurysmen der Herzkranzgefäße zum Ziel, welche meistens in der zweiten bis dritten Woche entstehen. Es konnte gezeigt werden, dass durch eine Therapie das Auftreten von Herzkranzgefäßveränderungen von 25 % auf 2 bis 4 % gesenkt werden konnte. Deshalb ist ein Therapiebeginn vor dem zehnten Tag entscheidend für einen günstigen Verlauf. Die initiale Therapie ist:
- Immunglobuline hochdosiert: 2 g/kg Körpergewicht in zwölf Stunden als Infusion, nach einer sehr frühen Gabe und unbefriedigendem Ansprechen eventuell ein weiteres Mal.
- Acetylsalicylsäure (ASS) bis zum Abklingen der akuten Entzündung hochdosiert (30 bis 100 mg/kg KG/Tag) für 14 Tage. Die Dosis wird kontrovers diskutiert.
- Ob kortisonähnliche Medikamente bei „Therapieversagern“ hilfreich sind, ist noch Gegenstand der Forschung, sie zeigen wohl zumindest einen additiven Effekt. Eine Kortisonpulsbehandlung war nicht besser als Placebo.

Eine längerdauernde Behandlung im Anschluss wird zur Thromboseprophylaxe mit Acetylsalicylsäure 3 bis 5 mg/kg KG/Tag für zirka sechs bis acht Wochen empfohlen, weitere Maßnahmen richten sich nach dem Auftreten von Koronaraneurysmen: Solange ein Aneurysma besteht, sollte ASS in der niedrigen Dosierung keinesfalls abgesetzt werden. Hat sich ein großes Aneurysma mit Verengungen gebildet, sollte gegebenenfalls die Blutgerinnung mittels anderer Medikamente wie beispielsweise Phenprocoumon gehemmt werden. Ferner kommen eventuell Bypässe etc. in Frage.

## Langzeiterwartungen
Die akute Erkrankung heilt in aller Regel ohne Komplikationen aus. Wenn Komplikationen an den Herzkranzgefäßen auftreten, ist nach heutiger Einschätzung das Arteriosklerose-Risiko aufgrund der veränderten Gefäßwand erhöht. Aus diesem Grund sollten Kawasaki-Patienten langfristig kardiologisch nachuntersucht werden. Ein weiteres Symptom ist eine eingeschränkte Leistungsfähigkeit des Körpers bei Belastung (Sport).

## Geschichte
Das Kawasaki-Syndrom wurde in Japan seit 1961 beobachtet und als eigenständiges Krankheitsbild 1967 durch den Arzt Tomisaku Kawasaki beschrieben.
Eine Studie aus dem Jahr 2011 bringt die Erkrankung in Zusammenhang mit Luftströmungen vom Meer.
Wegweisend für die Entdeckung des Kawasaki-Syndroms in Deutschland war Hansjörg Cremer.